# Agua Dulce de Santa María
Agua Dulce de Santa María (conocido simplemente como Agua Dulce) es una pequeña localidad paraguaya del departamento de Alto Paraguay, se encuentra ubicada estratégicamente en el cruce del kilómetro 173 de la ruta PY14 y el km 435 de la ruta PY16, en pleno norte del Chaco Paraguayo.
Se encuentra a 352 km de Fuerte Olimpo, la capital departamental y a 740 km de Asunción, la capital del país.
En la actualidad cuenta aproximadamente con unos 1200 habitantes y forma parte administrativamente del distrito de Bahía Negra, ubicado a unos 173 km de distancia.

## Historia
Agua Dulce es una colonia agropecuaria que nació en 1996 de forma privada y sin ayuda del gobierno, cuando se establecieron en la zona distintas estancias, que con su propio esfuerzo y capital lograron desarrollar la zona hasta formar la comunidad que hoy en día se destaca por su gran crecimiento económico.

## Economía
Sus habitantes se dedican principalmente a la ganadería y a la agricultura, entre los que se destacan el cultivo de soja, trigo y sorgo.

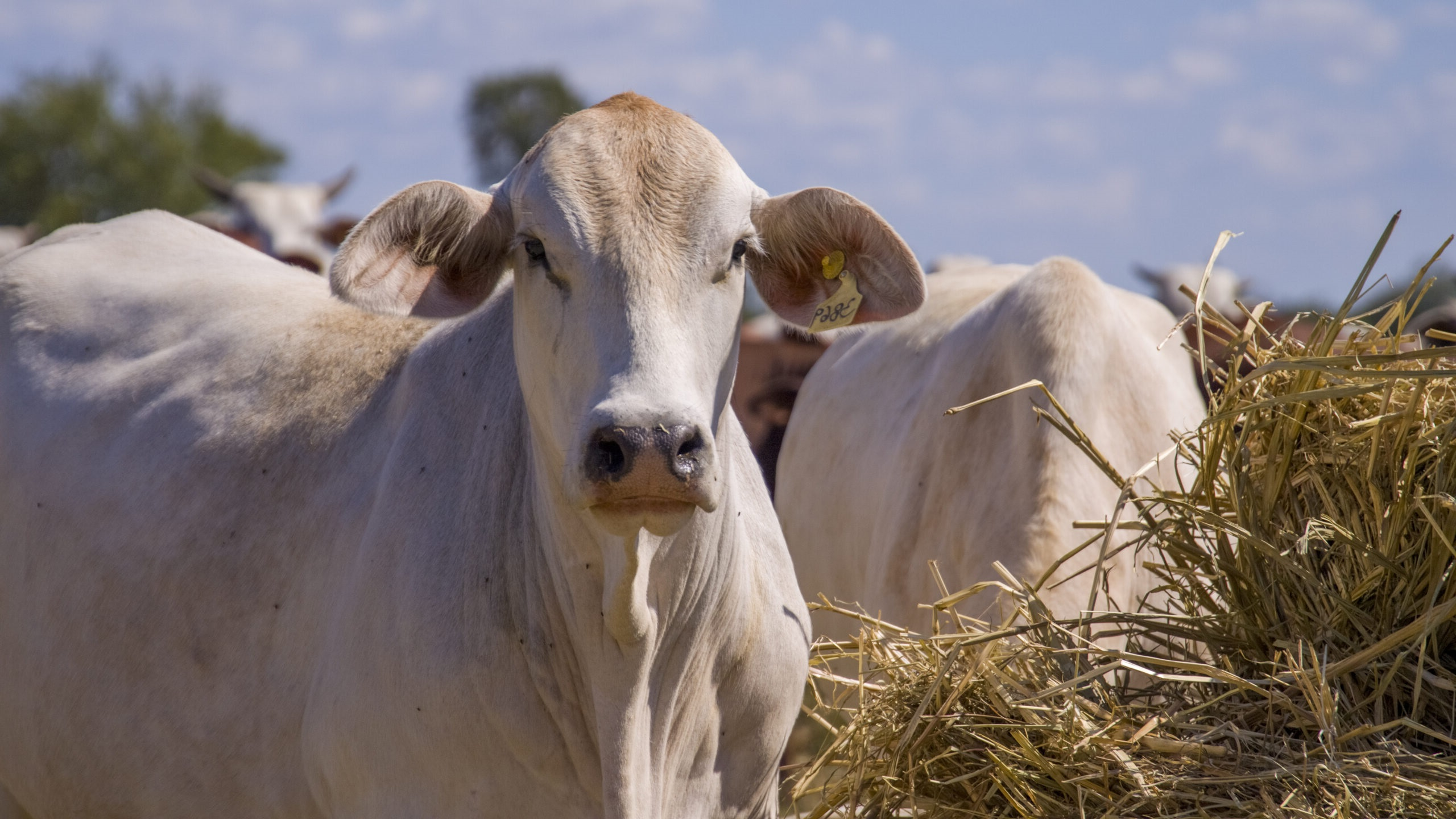
Ganadería en Agua dulce.

## Infraestructura
Actualmente la infraestructura de la zona es deficiente, ya que los caminos de la zona son de tierra, aunque existen proyectos para mejorarlos en el futuro.  También existen proyectos privados como la construcción de un Colegio Secundario con Bachiller Técnico Agropecuario, promover la electrificación de la zona y la construcción de un centro urbano, comercial y logístico para la comunidad.
Desde julio de 2019 los habitantes de la localidad cuentan con acceso a electricidad gracias a paneles solares instalados por el gobierno paraguayo en la rotonda central de la comunidad.
A pesar de todo, en la zona existen silos para guardar los granos, reservorios enormes de agua (tanques australianos) y maquinaria adecuada (tractores) para asegurar que la producción de la colonia siga creciendo.También existe ya una escuela primaria que cuenta hasta noveno grado.

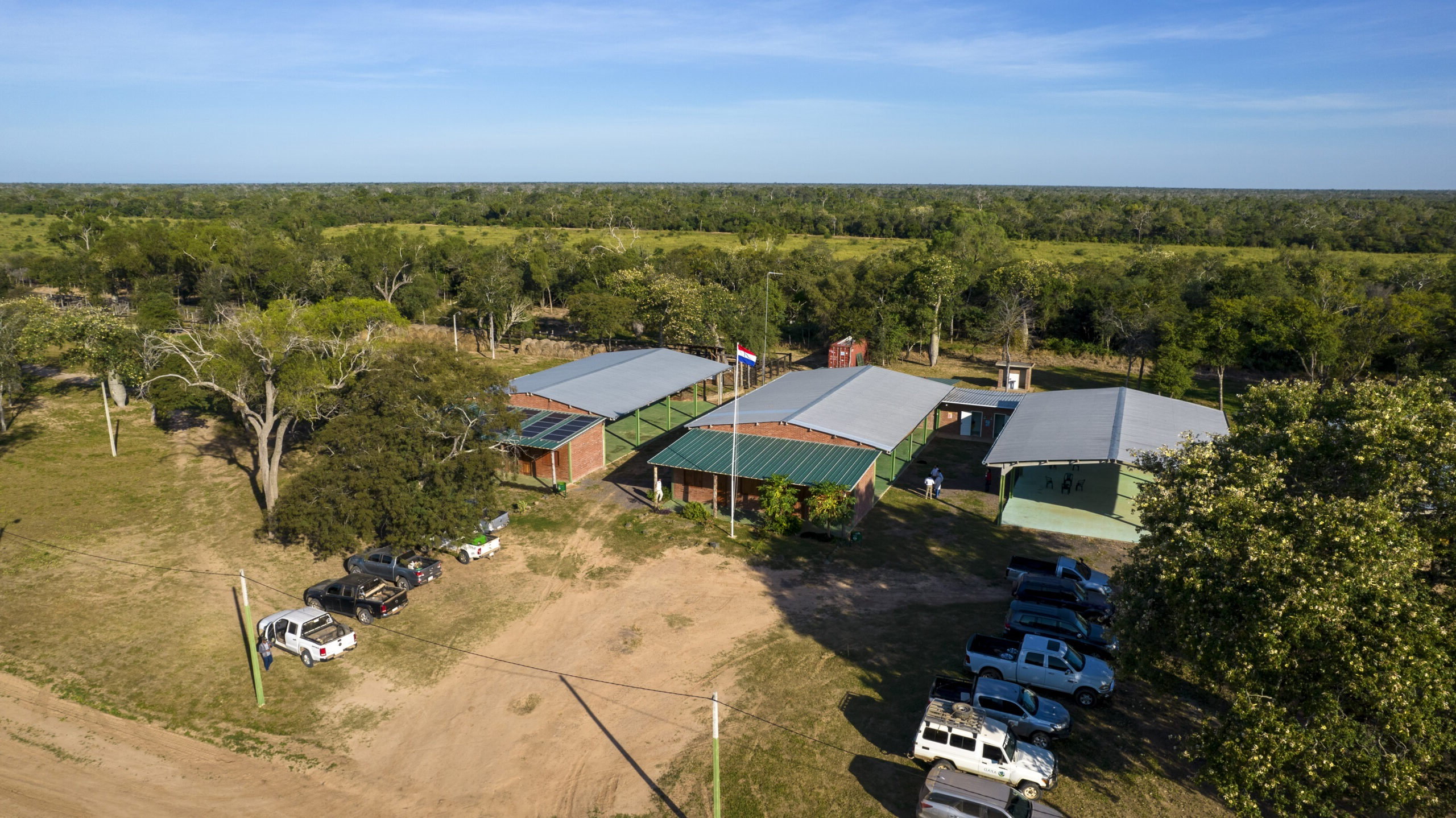
Escuela en Agua dulce.